# La primera vez que vi un fantasma
La primera vez que vi un fantasma es un libro de cuentos de terror de la escritora ecuatoriana Solange Rodríguez, publicado en 2018 por la editorial Candaya. La obra contiene quince relatos que, además del horror, exploran géneros como la ciencia ficción, el microrrelato y la ficción extraña. El diario español La Vanguardia, lo posicionó además dentro del género del gótico latinoamericano.
De acuerdo a Rodríguez, el nombre del libro vino de un pensamiento que tuvo durante un viaje en Las Vegas en que percibió una presencia inexplicable mientras se encontraba en la habitación de un hotel. Otro nombre que había pensado para la colección antes de decidirse por el título final fue Fantasmas portátiles. Luego de la publicación de libro, Rodríguez empezó a recibir testimonios del personas que supuestamente habrían visto fantasmas y por ello se intesaron en la obra.
El cuento «La historia incómoda que nos contó Olivia el día de su cumpleaños», incluido en el libro, fue adaptado en 2018 al género de microteatro como un monólogo por Carolina Piechestein, en una puesta en escena que se presentó en Guayaquil y fue protagonizada por la actriz Luciana Grassi.

## Contenido

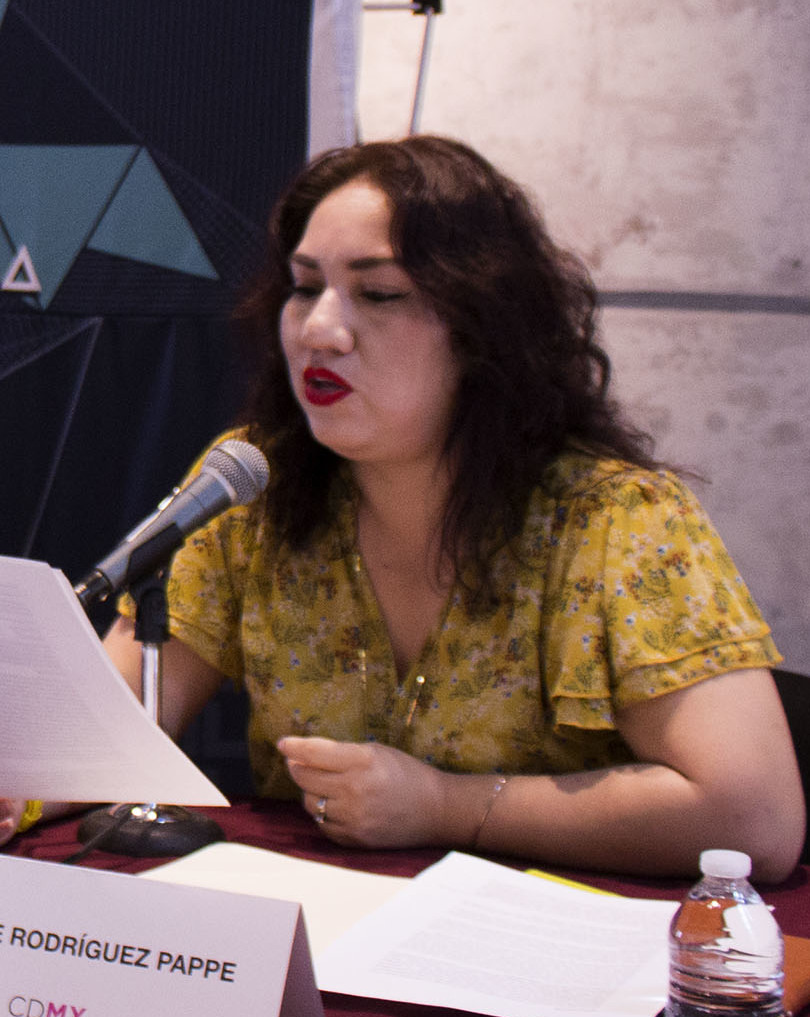
Solange Rodríguez en 2017.

El libro incluye los siguientes cuentos:
- A tiempo para desayunar
- Paladar
- Instantánea borrosa de mujer con luna
- Funeral doméstico
- Un hombre en mi cama
- Pequeñas mujercitas
- Conversación de los amantes
- Pistola cargada
- Un paseo de domingo
- La historia incómoda que nos contó Olivia el día de su cumpleaños
- Matadora
- El Atanudos
- Cuento antes de ir a la cama
- Confeti en el cielo
- La primera vez que vi un fantasma

## Recepción
Antes de su publicación, el libro ganó una mención de honor del Concurso Nacional de Literatura de la Casa de la Cultura Ecuatoriana. Fue además una de las obras finalistas en la edición de 2019 del Premio Joaquín Gallegos Lara, en la categoría de mejor libro de cuentos del año.
En su reseña para el medio digital Primicias, el escritor Eduardo Varas calificó el libro como «impresionante» y alabó el ritmo de las narraciones, la efectividad de los giros argumentales y el humor torcido de algunos de los relatos. No obstante, también afirmó que un par de cuentos no alcanzaban el nivel de los mejores de la colección. La periodista Clara Medina, escribiendo para el diario El Universo, también fue positiva en su opinión hacia el libro e identificó como sus relatos favoritos a «Un hombre en mi cama», «Pequeñas mujercitas» y «El atanudos».
El catedrático Pedro Pujante, en la reseña de la revista Culturamas, describió a los relatos del libro como «de mucha calidad» y destacó la imaginación y la dosificación de información realizada por Rodríguez. Eduardo Almiñana, del diario Valencia Plaza, también elogió la obra y señaló el sentido de la extrañeza como característica preponderante en la misma, opinión compartida por el crítico Jesús García Cívico, que además se refirió al estilo de la autora como una mezcla entre la pintura de Edward Hopper, el terror de la serie American Horror Story y la languidez del filme A Ghost Story (2017).
El libro fue incluido en el top 10 de libros del año de varias personalidades culturales, entre ellos la periodista Clara Medina, los escritores Eduardo Varas y Sandra Araya, y el editor Fausto Rivera. El medio digital Trendencias lo incluyó además en su lista de «11 libros modernos latinoamericanos para leer más allá de 'Cien años de soledad' o 'La casa de los espíritus'».